# Back to Love
Back to Love è il terzo singolo del DJ statunitense Pauly D.
Il singolo è in collaborazione con il cantante inglese, Jay Sean, ed è stato pubblicato in formato digitale su iTunes il 15 gennaio 2013.
Pauly D ha inoltre annunciato che Back to Love sarà presente nel suo primo album che uscirà entro fine anno.
Il 30 aprile 2013 si iTunes è stato pubblicato un EP contenente 6 tracce che comprendono vari Remix del brano e una versione CandleLight solo voce e pianoforte.
Il videoclip del brano è stato pubblicato nel mese di marzo sul canale Vevo del DJ.